# Český institut informatiky, robotiky a kybernetiky
Český institut informatiky, robotiky a kybernetiky (anglicky Czech Institute of Informatics, Robotics and Cybernetics, zkratkou CIIRC) je vědecko-výzkumný ústav, který je součástí Českého vysokého učení technického v Praze. Založen byl 1. července 2013 s cílem vytvořit mezinárodně uznávané výzkumné pracoviště, podílející se na výuce studentů a na přenosu informačních technologií do průmyslu. Někdy je také nazýván Český ústav robotiky a kybernetiky. Zkratka (ČÚRAK) se nepoužívá.

## Sídlo
CIIRC sídlí v objektu tvořeném dvěma budovami v pražských Dejvicích v areálu ČVUT. Budova A je desetipodlažní objekt se třemi podzemními podlažími, budova B je rekonstruovaná původní Technická menza, přestavěná na sedmipodlažní budovu. Výstavba podle návrhu architekta Petra Franty probíhala od 7. listopadu 2013, prováděly ji společnosti HOCHTIEF CZ a. s. a VCES a. s. Budovy byly osídleny v dubnu 2017, po dobu výstavby působil  CIIRC v provizorních prostorách, také ve spolupráci s dalšími institucemi a fakultami ČVUT.[zdroj?]

## Činnost
CIIRC se skládá z osmi výzkumných oddělení, jimiž jsou:
- AI: Oddělení umělé inteligence
- INTSYS: Inteligentní systémy
- IIG: Průmyslová informatika
- RMP: Robotika a strojové vnímání
- IPA: Průmyslová výroba a automatizace
- COGSYS: Kognitivní systémy a neurovědy
- BEAT: Biomedicína a asistivní technologie
- PLAT: Vědecké řízení platforem

Výzkumná oddělení jsou dále členěná na výzkumné skupiny. V čele CIIRC stál Vladimír Mařík, který byl v roce 2018 odvolán rektorem ČVUT Vojtěchem Petráčkem kvůli vzájemným konfliktům a rozporům uvnitř univerzity.
CIIRC postupně získává vlastní výzkumné projekty a zvyšuje počet výzkumných pracovníků.[zdroj?]